# Cherryville, North Carolina
Cherryville är en ort i Gaston County i delstaten North Carolina, USA.